# Tempête hivernale de fin décembre 2022 dans l'Est de l'Amérique du Nord
La tempête hivernale de fin décembre 2022 dans l'Est de l'Amérique du Nord est une bombe météorologique qui a provoqué des conditions de blizzard sur une grande partie de l'Est du Canada et des États-Unis, et a même apporté de la neige sur le nord du Mexique, entraînant la mort de 80 personnes, des accidents et des fermetures de routes, l’annulation ou le retard de plus de 10 000 vols pendant la période achalandée de Noël. Les régions qui ont connu des conditions de blizzard comprenaient des parties du Minnesota, de l'Iowa, du Wisconsin, du Michigan, de l'Ohio, de l'État de New York, de l'Ontario et du Québec. En particulier, la région de Buffalo (New York) et les régions de Fort Érié et de Kingston en Ontario ont connu près de deux jours complets de conditions de blizzard et de visibilité nulle.
La tempête est officieusement nommée « Elliott » par The Weather Channel. Le National Weather Service de Buffalo, dans l'État de New York, a mentionné qu'il s'agissait d'une « tempête qui ne se produit qu’une fois par génération ».

## Évolution météorologique
Un creux barométrique d'altitude en développement sur le centre et l'est de l'Amérique du Nord a permis à une forte masse d'air arctique de plonger vers le sud à travers le centre du continent du 21 au 25 décembre 2022. La tempête a commencé à se former le 21 décembre à l'avant de cette plongée d'air froid et s'est renforcée au-dessus du nord des Grandes Plaines. La journée suivante, The Weather Channel et les services météorologiques nationaux du Canada et des États-Unis ont prédit qu'elle deviendrait une bombe météorologique, soit un creusement d'au moins 24 hPa en 24 heures.
Des conditions de blizzard (visibilité inférieure à 400 m et rafales supérieures à 64 km/h) ont débuté dans les zones rurales du sud du Minnesota, du nord de l'Iowa et du sud-ouest du Wisconsin. Alors que la tempête balayait l'Indiana, en direction de l'Ontario, la pression entre les après-midis du 23 et du 24 décembre a chuté de 35 hPa, générant des vents forts à violents sur un large diamètre autour du système et siphonnant de vastes quantités d'air arctique sur son flanc ouest.
Le 23 décembre à 0 h UTC, le centre du système était rendu à l'intersection des lacs Michigan, Supérieur et Huron. La tempête est passée ensuite sur l'Ontario au Canada et entrée au Québec la nuit du 23 au 24 décembre. Elle a donnée de fortes quantités de neige et causé de la poudrerie à la majorité des régions de ces provinces. Dans les secteurs les plus au sud, la neige s'est changée temporairement en pluie avec la hausse des températures dans le secteur chaud.
Le centre s'est dirigé ensuite vers la baie James pendant que le gros des précipitations se dirigeait vers l'Est du Québec et les Maritimes. Cependant, le passage du front froid de la dépression a ramené des conditions de vents violents et de poudrerie. Les vents soufflant sur les eaux chaudes et non gelées des lacs Érié et Ontario ont déclenché un effet de lac, donnant ainsi une accumulation record de neige à Buffalo (New York) où après 51 mm de pluie, il est tombé 125 cm de neige en 5 jours se terminant le 27 décembre,. De plus, les températures ont fortement chuté derrière le front froid et donné un refroidissement éolien entre −20 °C et −40 °C en plusieurs endroits.
La dépression a commencé à se combler sur le nord du Québec le 26 décembre, gardant cependant de forts vents sur toute la Nouvelle-Angleterre et l'Est du Canada. Ce n'est que le lendemain que les conditions ce sont améliorées avec le départ de la tempête vers le détroit de Davis,
Partout derrière le système, les températures ont plongé, donnant des températures pour décembre les plus froides depuis plusieurs décennies dans certaines régions du sud des États-Unis, comme le Texas et la Louisiane, et du nord du Mexique.

## Préparatifs

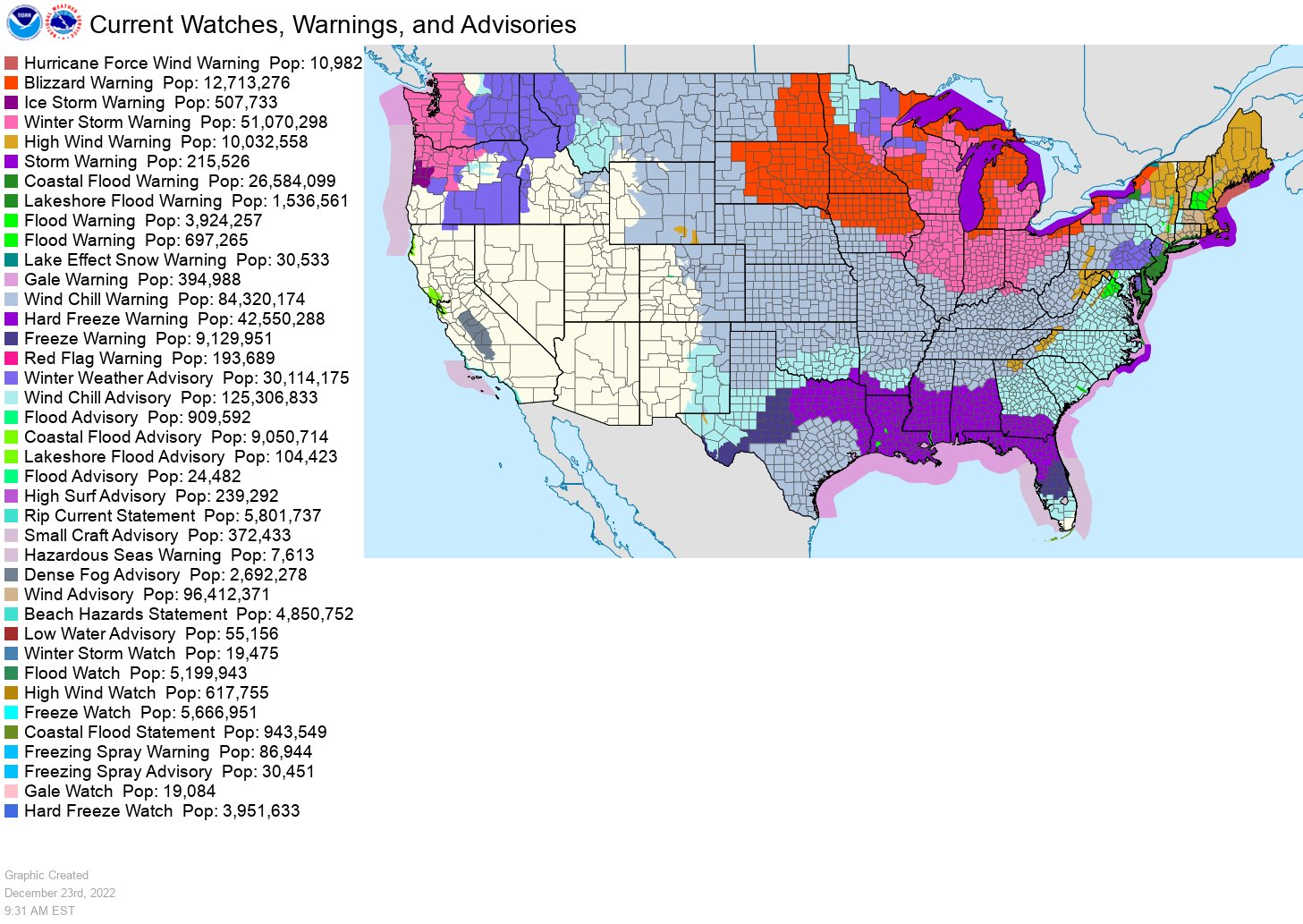
Les divers avertissements en vigueur aux États-Unis le 23 décembre.

Le 21 décembre, le gouverneur de Géorgie, Brian Kemp, a déclaré l'état d'urgence et averti le public. Le 22 décembre, le gouverneur du Dakota du Sud, Kristi Noem, a déclaré une urgence de tempête hivernale et a activé la Garde nationale. Le même jour, l'état d'urgence a également été déclaré au Colorado, Connecticut, Kansas, Kentucky, Maryland, Missouri, Caroline du Nord, État de New York, Oklahoma, Virginie-Occidentale et Wisconsin. Le 22 décembre, le président américain Joe Biden a demandé aux Américains de prendre cette tempête extrêmement au sérieux. De nombreuses personnes ont ainsi décidé d'annuler leurs célébrations de Noël.
Le Service météorologique du Canada (SMC) a émis des avertissements de blizzard ou de tempête hivernale pour une grande partie de l'Ontario (à l'exclusion de Toronto et de la région élargie du Golden Horseshoe), dont la région de péninsule du Niagara, l'est de la baie Georgienne et l'extrémité est du lac Ontario, y compris Kingston. De même, le SMC a émis des avertissements de tempête hivernales pour une grande partie du Québec, les écoles de plusieurs régions ont annoncé leur fermeture et le ministère des transports du Québec a recommandé de ne pas se déplacer sur les routes. Les provinces de l'Atlantique ont été averties de vent violents et de pluie abondante en général mais pour le nord du Nouveau-Brunswick, les avertissements étaient pour de la neige abondante dans les régions de Bathurst et de Restigouche.

## Conséquences
| Pays            | États/Provinces | Décès |
| --------------- | --------------- | ----- |
| États-Unis      |                 |       |
| Géorgie         | 1               |       |
| Kansas          | 3               |       |
| Kentucky        | 3               |       |
| Maryland        | 1               |       |
| Michigan        | 1               |       |
| Mississippi     | 1               |       |
| Missouri        | 1               |       |
| Nebraska        | 1               |       |
| New York        | 40              |       |
| Ohio            | 16,             |       |
| Oklahoma        | 3               |       |
| Pennsylvanie    | 1               |       |
| Caroline du Sud | 3,              |       |
| Dakota du Sud   | 1               |       |
| Tennessee       | 1               |       |
| Vermont         | 1               |       |
| Wisconsin       | 2,              |       |
| Total:0         | Total:0         | 80    |

### Canada
En Ontario, parmi les stations météorologiques d'aéroport signalant la vitesse du vent et la visibilité, plusieurs ont connu des conditions de blizzard dont Kingston a connu des conditions de blizzard de 14 h le 23 décembre à 19 h le 24 décembre avec une rafale de vent maximale de 98 km/h. Le comté de Prince Edward voisin rapporta des congères aussi hauts que des panneaux de signalisation et certains même aussi hauts que des poteaux téléphoniques. La moitié sud de la région de Niagara, y compris Fort Érié, a connu des conditions de blizzard pendant la majeure partie du 23 et 24 décembre, ce qui a conduit le gouvernement ontarien à déclarer l'état d'urgence. Il y est tombé en moyenne de 76 centimètres tandis que des rafales maximales de 125 km/h ont été enregistrées à proximité de Port Colborne.
Dans le sud-ouest de l'Ontario, l'autoroute 401 a été fermée le 23 décembre entre London et Tilbury en raison de nombreux accidents impliquant environ 100 véhicules, dont de nombreux semi-remorques, tandis que l'autoroute 402 a été fermée entre London et Sarnia en raison d'un carambolage de 50 véhicules et de la détérioration des conditions,. En après-midi, la Police provinciale de l'Ontario (OPP) a annoncé que toutes les autoroutes et routes des comtés de Perth, de Huron, de Bruce et Dufferin étaient aussi fermées en raison des conditions de blizzard. Dans l'est de l'Ontario, l'OPP a fermé toutes les routes du comté de Prince Edward, à l'ouest de Kingston, du 24 décembre jusqu'au matin du 26 en raison de la visibilité nulle, de l'accumulation de neige et de nombreuses voitures abandonnées sur les routes. L'autoroute 417 entre Ottawa et la frontière Ontario-Québec a été fermée de 11 h le 24 décembre jusqu'à 9 h le 25 tandis que l'autoroute 401 entre Quinte West et la frontière Ontario-Québec a été fermée du matin du 24 décembre jusqu'à 10 h le 25. Dans le centre de l'Ontario, la route 11 a été fermée entre Orillia et Huntsville à partir du 24 décembre.
Au Québec, certaines régions ont reçu plus de 40 centimètres de neige, comme les Laurentides et Charlevoix. La capitale Québec a subi des vents d'Est de 121 km/h, de nombreux dégâts par le vent et un débordement du fleuve Saint-Laurent dans le secteur du port,,. Baie-Comeau a subi une rafale mesurée à 130 km/h. Le passage du front froid a ramené des vents d'ouest violents avec des rafales jusqu'à 98 km/h à Montréal. La tempête a entravé le réseau routier dans plusieurs régions du Québec, coupant certaines régions du reste de la province. Ainsi, la route 175, entre la région de Québec et le Saguenay–Lac-Saint-Jean, et la route 169 dans ce dernier secteur ont été fermée à la circulation. Les routes 113 et 177 qui relient l’Abitibi au Saguenay—Lac-Saint-Jean ont aussi été fermées.
VIA Rail Canada a connu des problèmes liés aux conditions météorologiques avec neuf trains dans le corridor Québec-Windsor retardés les 23 et 24 décembre en raison de la chute d'arbres et de branches sur les voies ou sur les trains eux-mêmes. Les passagers de certains sont même restés bloqués près de Cobourg pendant plus de 18 heures. Dans l'après-midi du 24 décembre, un train de marchandises a déraillé, forçant VIA à annuler tous les trains entre Toronto et Ottawa ou Montréal jusqu'au 27 décembre.
En Ontario, 430 000 foyers ont été sans électricité à différents moments pendant la tempête et environ 70 000 au Nouveau-Brunswick. Au plus fort de la tempête, près de 380 000 usagers d'Hydro-Québec ont été privés d'électricité, dans la nuit du 23 au 24 décembre, particulièrement les régions de la Capitale-Nationale, du Saguenay–Lac-Saint-Jean et des Laurentides. Mais au total, c'est près de 670 000 clients qui ont été touchés à un moment donné au Québec.

### États-Unis
Le 23 décembre, le site « poweroutages.us » a signalé que près de 1 500 000 clients étaient sans électricité aux États-Unis. Parmi ces pannes de courant, le Maine en a enregistré plus de 250 000, la Caroline du Nord 180 000 et plus de 100 000 chacun en Virginie, au Tennessee et à New York,. Pour la durée totale de la tempête, ce sont 6,3 millions de foyers à travers les États-Unis qui ont été privés d'électricité à un moment ou un autre.
Du 22 au 26 décembre, le Midwest et le nord-est des États-Unis a subi des conditions de blizzard et un refroidissement éolien important sur la plupart des États. Ainsi, la péninsule supérieure du Michigan et les régions en aval du lac Michigan ont reçu de 30 à 90 cm de neige alors que les accumulations sur le sud-est et la région près du lac Huron n'ont été que de 5 à 15 cm. Le maximum pour l'État ayant été relevé à Munising avec 102 cm. Mais le maximum absolu de neige aux États-Unis fut relevé dans le comté d'Érié (New York) à Snyder, avec 144 cm, tout près de la ville de Buffalo dans le même comté avec 131 cm.
Le 23 décembre, le National Weather Service a confirmé que des conditions de blizzard s'étaient produites à Cincinnati, Ohio, malgré le fait qu'aucun avertissement de blizzard n'ait été émis. Lorsque la tempête a commencé à quitter le pays, elle a apporté la quatrième plus haute marée jamais enregistrée à Portland, dans le Maine. Peu de temps après, un avertissement de tempête violente a été émis pour New York et Long Island. L'air froid derrière la tempête a généré de la neige par l'instabilité le long de la côte nord-est des États-Unis dont au Cap Cod.
De nombreux trains Amtrak ont été retardés, ont fonctionné selon des horaires modifiés ou ont été entièrement annulés entre les 23 et 24 décembre en raison de la tempête. Dans la région métropolitaine de New York, les trains ont connu des retards dus aux inondations. La Long Island Railroad a été fermée dans les deux sens entre Penn Station et Long Beach et la ligne Metro North Hudson a également été temporairement suspendue entre Poughkeepsie et Peekskill en raison d'inondations. Le New Jersey Transit a connu des retards allant jusqu'à 30 minutes.
Les fermetures de routes ont été fréquentes du Dakota du Nord à la côte Est pendant la tempête. Plusieurs carambolages ont eu lieu dont un dans l'ouest du Michigan et un autre sur l'Ohio Turnpike impliquant plus de 50 véhicules et faisant 4 morts. Dans l'ouest de l'État de New York, toutes les principales autoroutes ont été fermées en raison du blizzard et le shérif du comté d'Erie a indiqué que plus de 420 appels aux services d'urgences étaient restés sans réponse parce que les véhicules n'avaient pas pu traverser la neige épaisse, certains devant eux-mêmes être secourus,. Les responsables de la ville de Buffalo mentionnèrent que c'était la première fois dans l'histoire que le service d'incendie n'a pu répondre aux appels. Des centaines de véhicules, y compris des semi-remorques et des autobus, ont été abandonnés dans toute la ville. Tous les ponts entre la région du Niagara au Canada et la région de Niagara Falls/Buffalo dans l'État de New York ont été fermés à 16 h 30 le 23 décembre en raison des interdictions de voyager à l'échelle du comté dans l'État de New York.

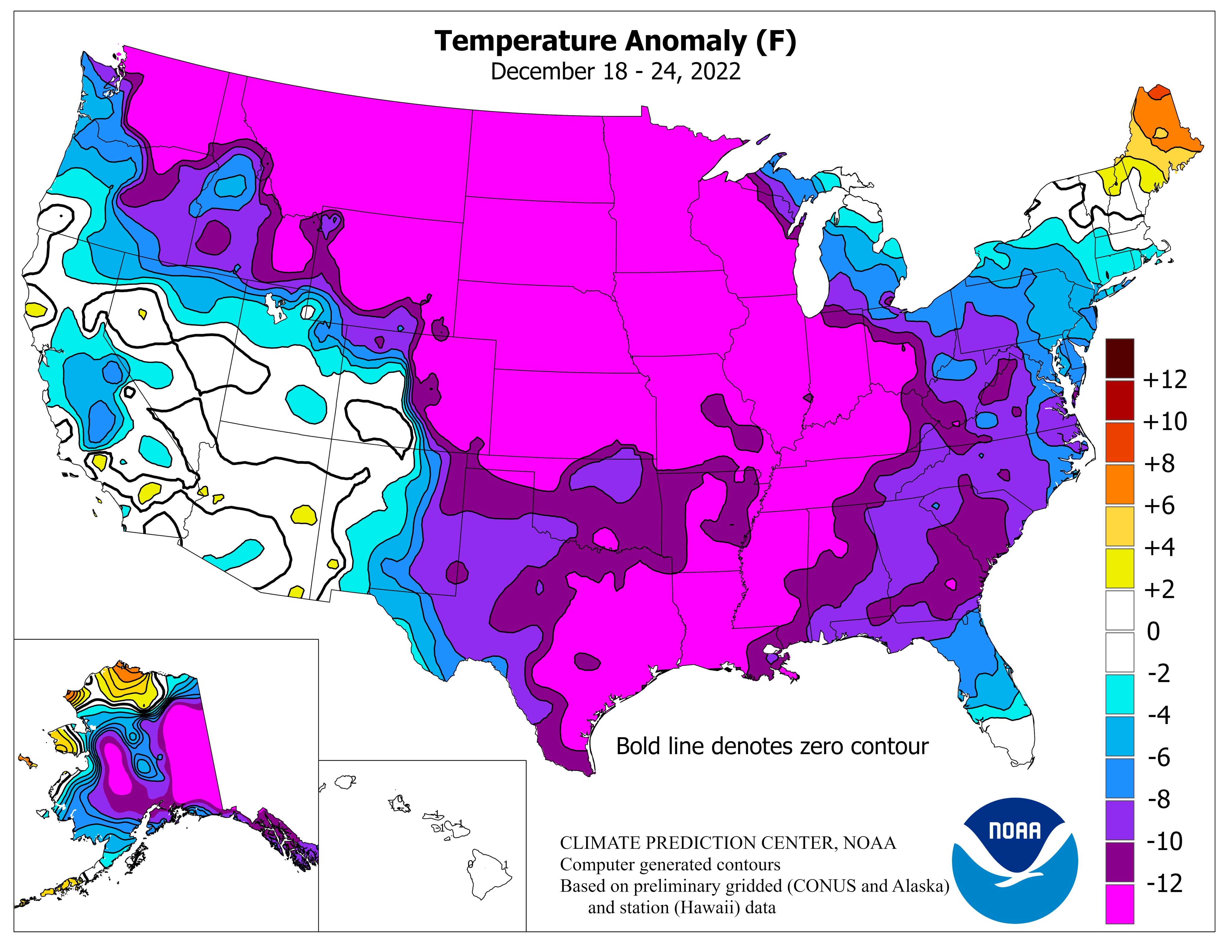
Anomalie de température du 18 au 24 décembre aux États-Unis.

Après la tempête, les températures ont plongé rapidement. Ainsi à Denver (Colorado), le mercure le 21 décembre est tombé à −31 °C, soit la température la plus froide de la ville depuis 32 ans et à seulement un degré de moins que le record mensuel,. De plus, la baisse fut très rapide de 16 h à 17 h, passant de 6 à −15 °C. Cheyenne (Wyoming) a également battu son record horaire de chute de température en seulement 30 minutes, la température est passée de 6 à −16 °C de 13 h 5 à 13 h 35.
L'air arctique n'a pas épargné le Sud et l'Est du pays alors que le 23 décembre, Athens (Géorgie) a connu sa température la plus froide depuis 1989 et a établi un record quotidien de basse température de −12 °C après le passage du front froid. Le 24 décembre, de nouveaux records quotidiens de basses températures ont aussi été établis à Pittsburgh (Pennsylvanie), et à Charleston (Caroline du Sud), respectivement à −21 °C et −7 °C. Même en Floride, Tampa a connu du gel plusieurs nuits consécutives pour la première fois depuis 2010 et certaines parties du centre de la Floride ont même enregistré des averses de grésil et de neige à Noël, provoquant la fermeture de certains manèges d'Universal Studios Florida,,.
Les décès aux États-Unis liés à la tempête sont dus à diverses causes, notamment l'exposition au froid, les accidents de voiture, la chute de branches, les électrocutions et les empoisonnements au monoxyde de carbone. Dans la région de Buffalo, État de New York, le record de neige et les 37,25 heures de blizzard, le plus long de l'histoire de la ville, ont causé la mort de 40 personnes,. Ces morts sont de nombreux piétons perdus et retrouvés dans les congères, des conducteurs bloqués dans leur voiture pendant plus de deux jours, des résidents ayant manqué de chauffage, des pelleteurs ayant subi un arrêt cardiaque, etc.,. Cette tempête a été encore plus meurtrière que le blizzard de 1977 (en) pour la région.

### Mexique

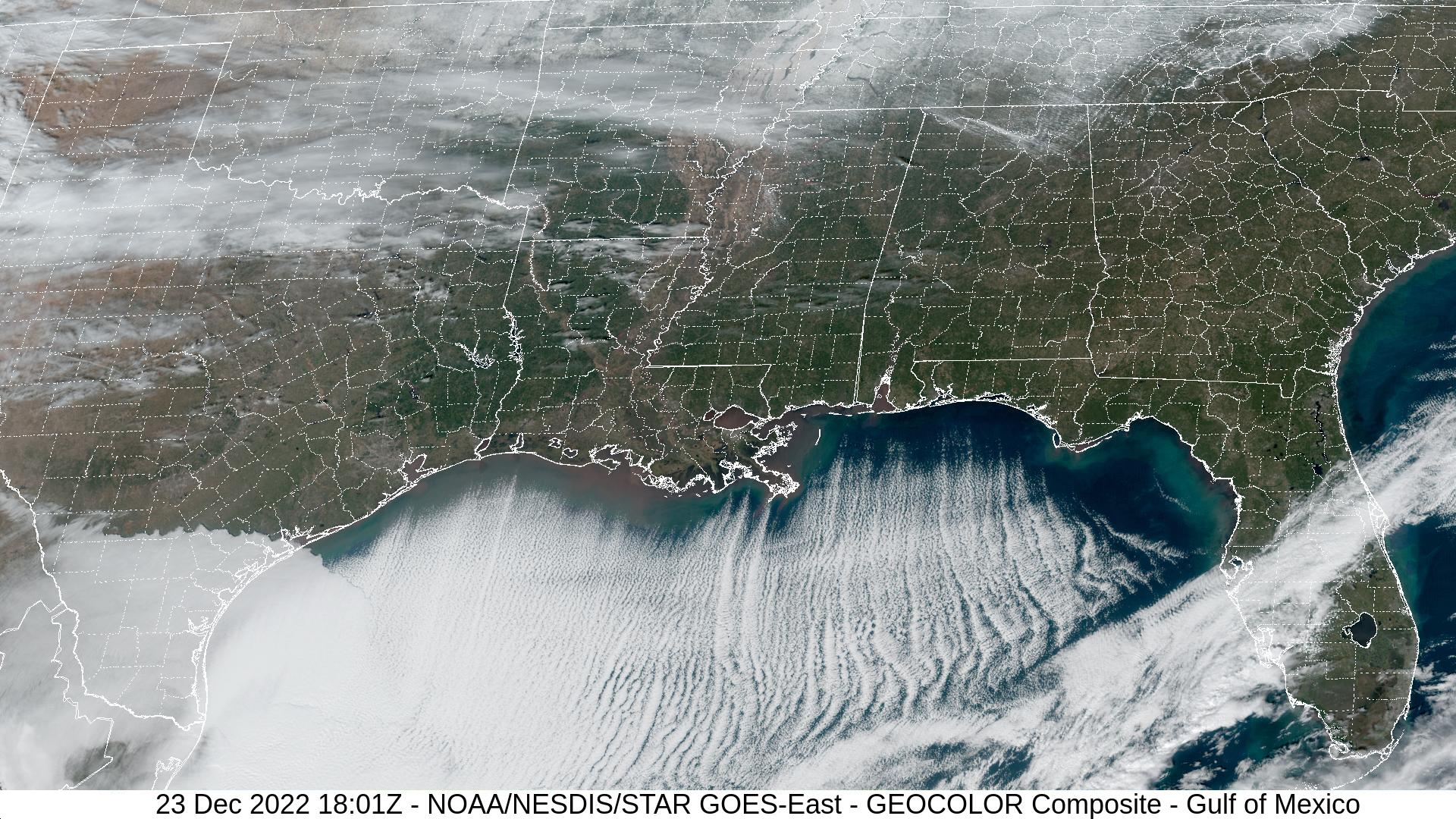
Rues de cumulus sur le golfe du Mexique avec l'air froid passant sur les eaux chaudes.

Le front d'air arctique a également affecté le territoire mexicain et provoqué des basses températures principalement dans le nord et le centre du pays. Le Service météorologique national du Mexique (SMN) a rapporté des températures de −10 à −15 °C dans les zones montagneuses des États de Chihuahua, Coahuila, Durango et Nuevo León ainsi que de −5 à −10 °C degrés à San Luis Potosí, au Sonora, au Tamaulipas et à Zacatecas.
Les images recueillies par les médias locaux montrent des chutes de neige locales, même jusqu'à Mexico où c'était la première fois en 55 ans. Les organisations civiles ont exprimé une inquiétude pour les plus pauvres, notamment les camps de migrants installés le long de la frontière avec les États-Unis, qui manquent de protection suffisante contre le froid.